# Hans Gerber (fotograf)
Hans Gerber (25. července 1917, Solothurn – 9. listopadu 2009, Curych) byl švýcarský novinářský fotograf.

## Život
Hans Gerber se v letech 1933 až 1935 vyučil fotografem a v letech 1935/36 navštěvoval Německou školu optiky a fototechniky v Berlíně. Pracoval jako fotograf v cestovním ruchu v Berner Oberland. Od roku 1941 pracoval pro agenturu Photopress, než se v roce 1952 stal zakládajícím členem fotografické agentury „Comet Photo AG“ . Od počátku 70. let pracoval opět jako fotograf na volné noze.

## Publikace (výběr)
Publikace, do kterých autor přispěl svými fotografiemi:
- Bischöfliches Ordinariat und Katholischer Administrationsrat St. Gallen (Biskupský ordinariát a katolická správní rada St. Gallen, vyd.): Sankt-Gallus-Gedenkbuch. Zur Erinnerung an die 1300-Jahr-Feier vom Tode des heiligen Gallus am 16. Oktober 1951 (Pamětní kniha svatého Galla. K připomenutí 1300. výročí úmrtí sv. Galla dne 16. října 1951. Gallen: Vydavatel katol. správa, 1952
- Kunstmuseum Solothurn (Hrsg.): Ingeborg Lüscher. Solothurn 1982
- Heinz Horat: Flühli-Glas. Bern : P. Haupt, 1986
- Robert Stoll, Hans Gerber (Fotos): Georg Malin Skulpturen. Bern : Benteli, 1987, ISBN 3-7165-0576-5
- Werner Bosshard, Beat Jung: Die Zuschauer der Schweizer Fussballnationalmannschaft (Diváci švýcarské fotbalové reprezentace). Curych: Limmat, 2008
- Georg Kreis: Fotomosaik Schweiz. Das Archiv der Pressebildagentur Comet Photo AG. Bilderwelten No. 5, Curych: Scheidegger & Spiess, 2015

## Galerie

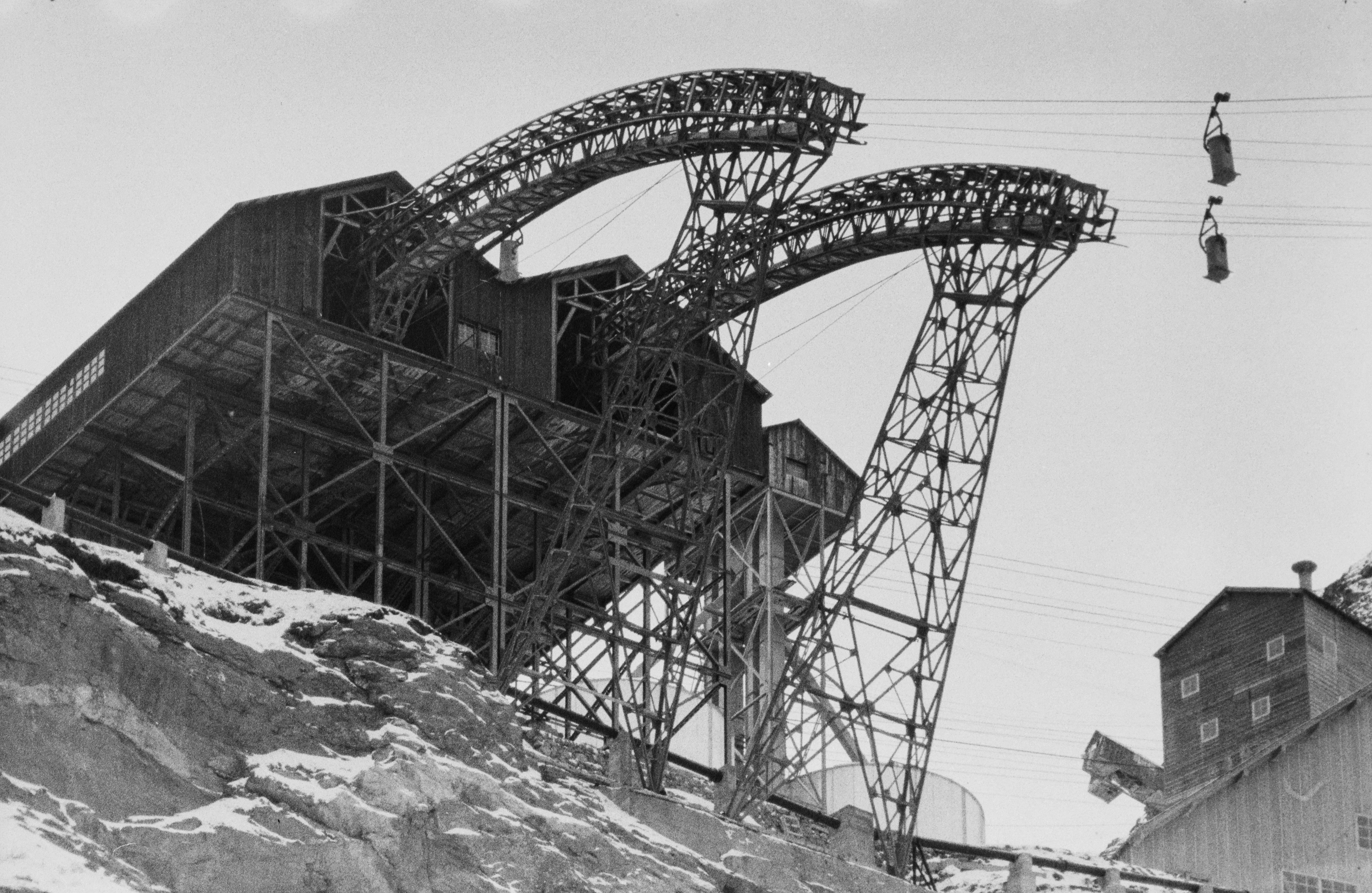
Výstavba přehrady Grande-Dixence
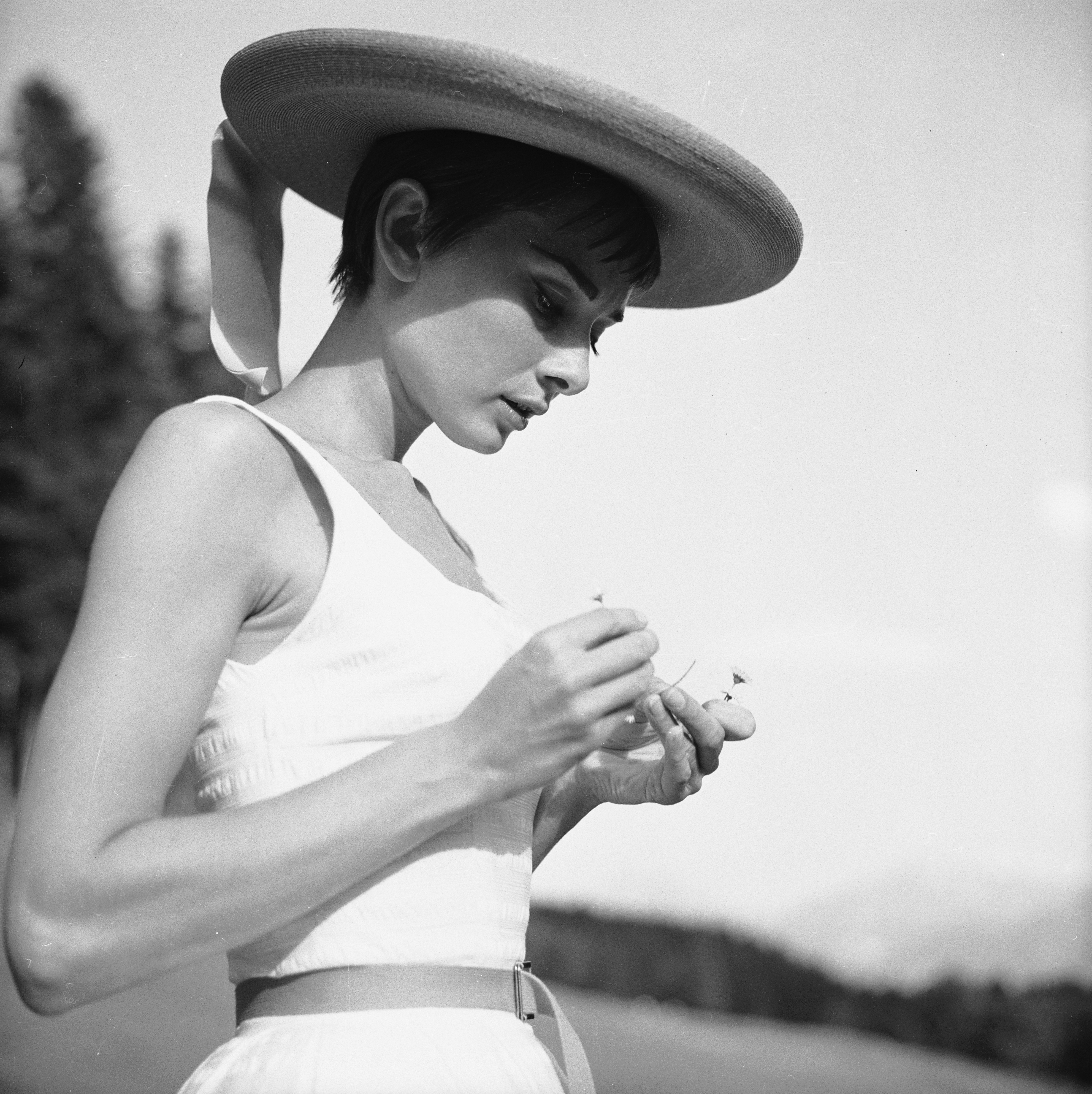
Audrey Hepburnová na Bürgenstocku
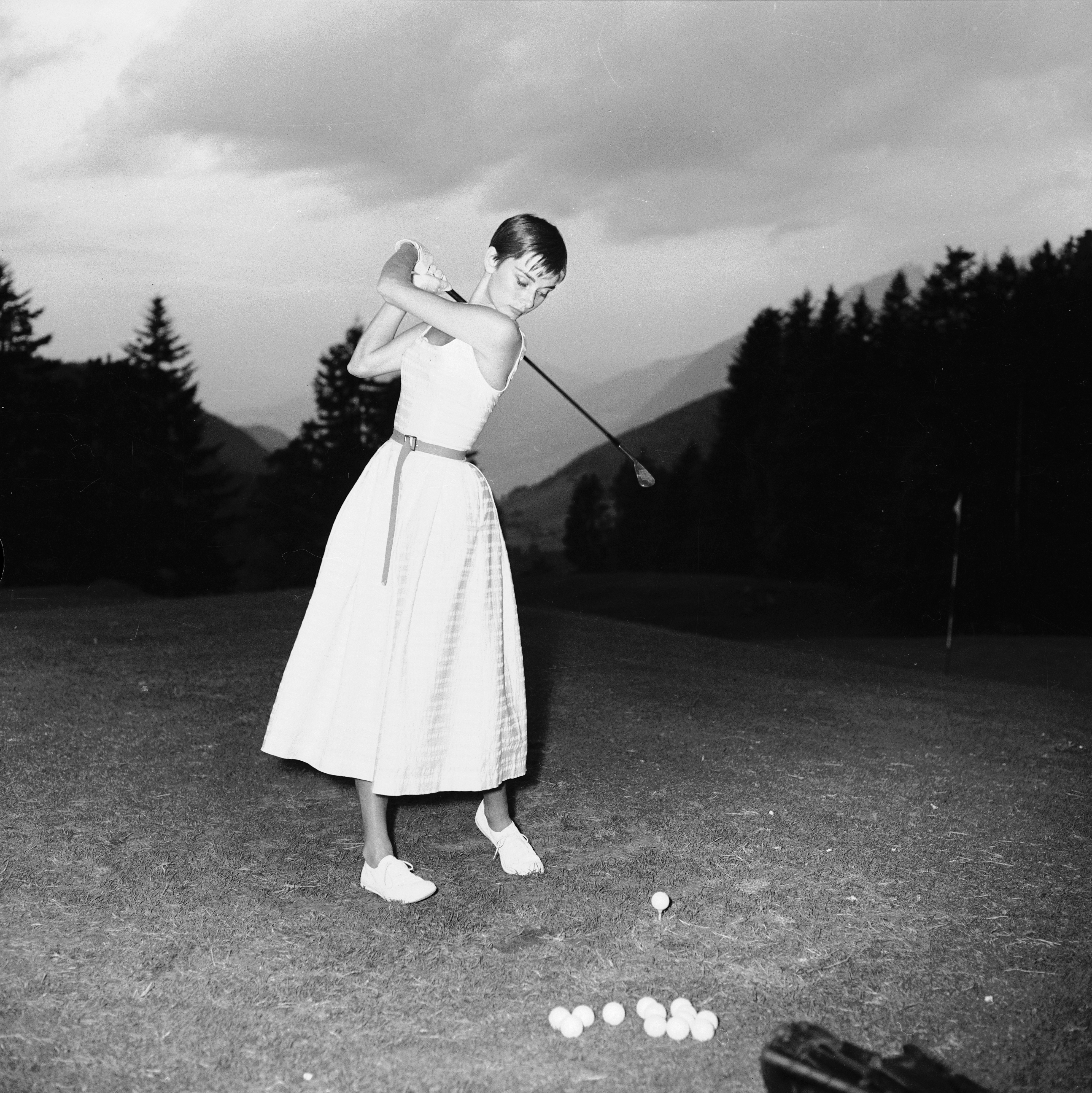
Audrey Hepburnová na Bürgenstocku hraje golf
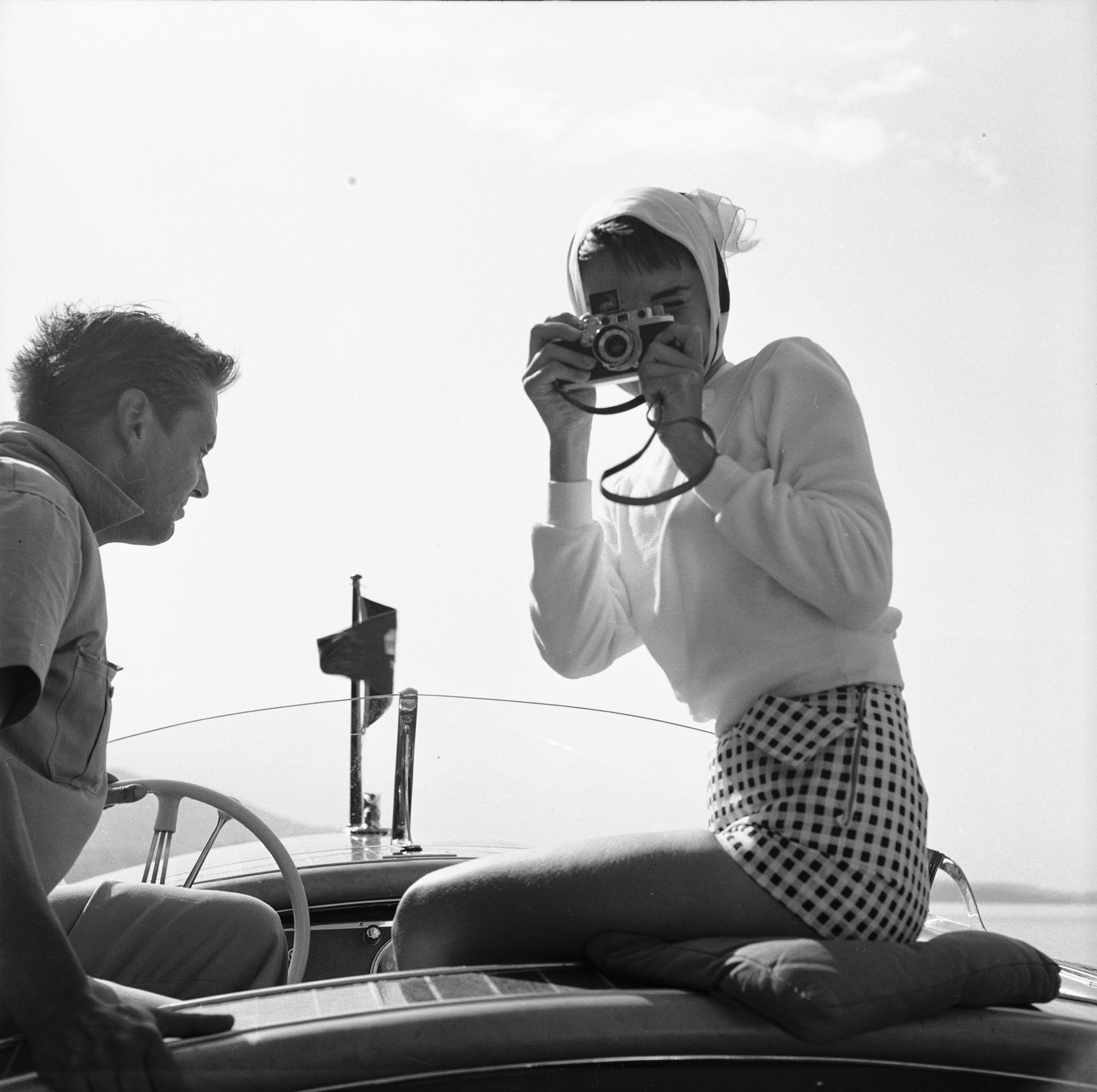
Audrey Hepburnová s fotoaparátem, Bürgenstock
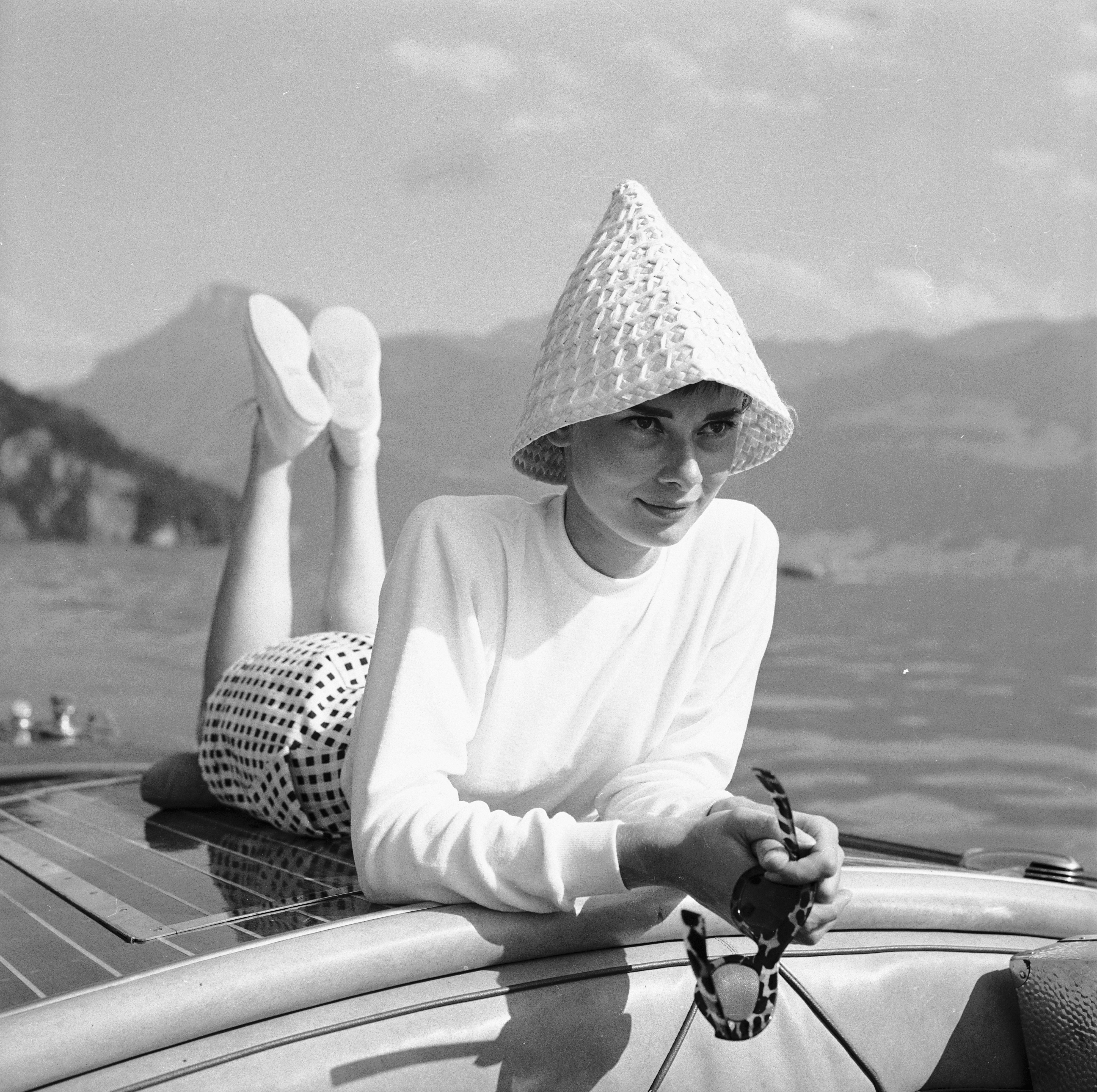
Audrey Hepburnová na lodi, Bürgenstock
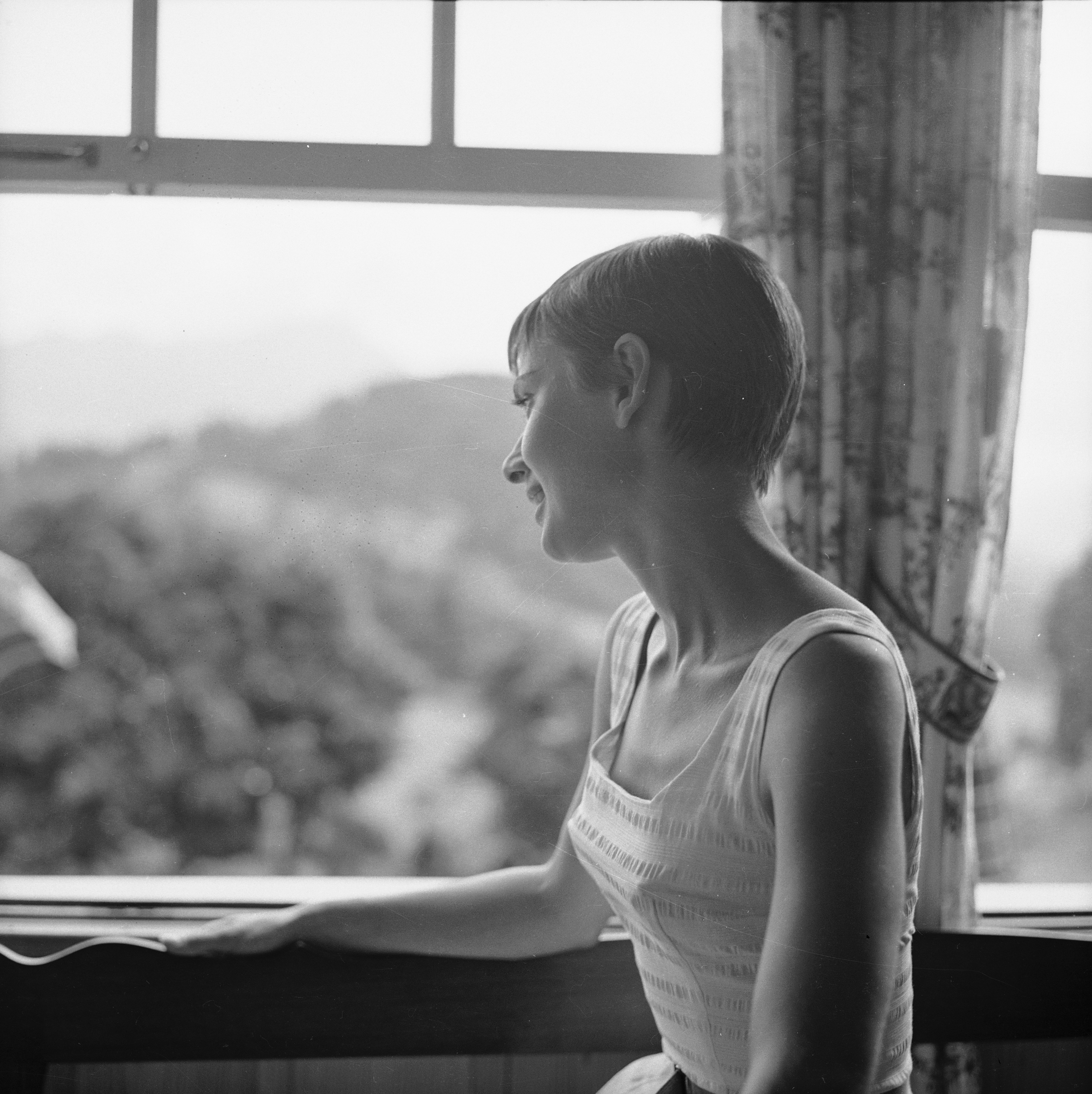
Audrey Hepburnová na Bürgenstocku
Max Frisch
Thomas Klameth 1952 B.tif 4 970 × 6 301; 89,75 MB
Thomas Klameth 1952
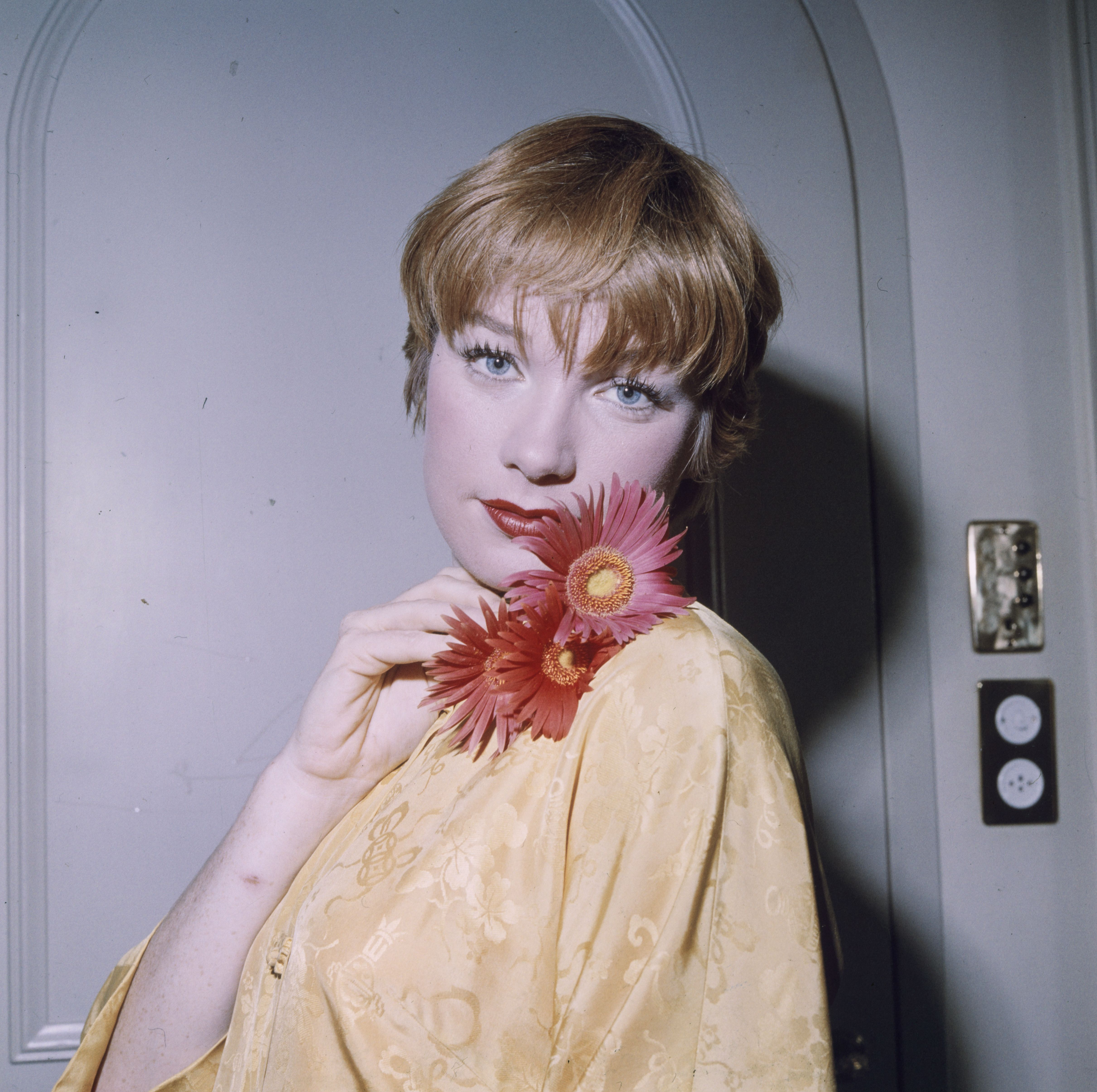
Shirley MacLaine 1960
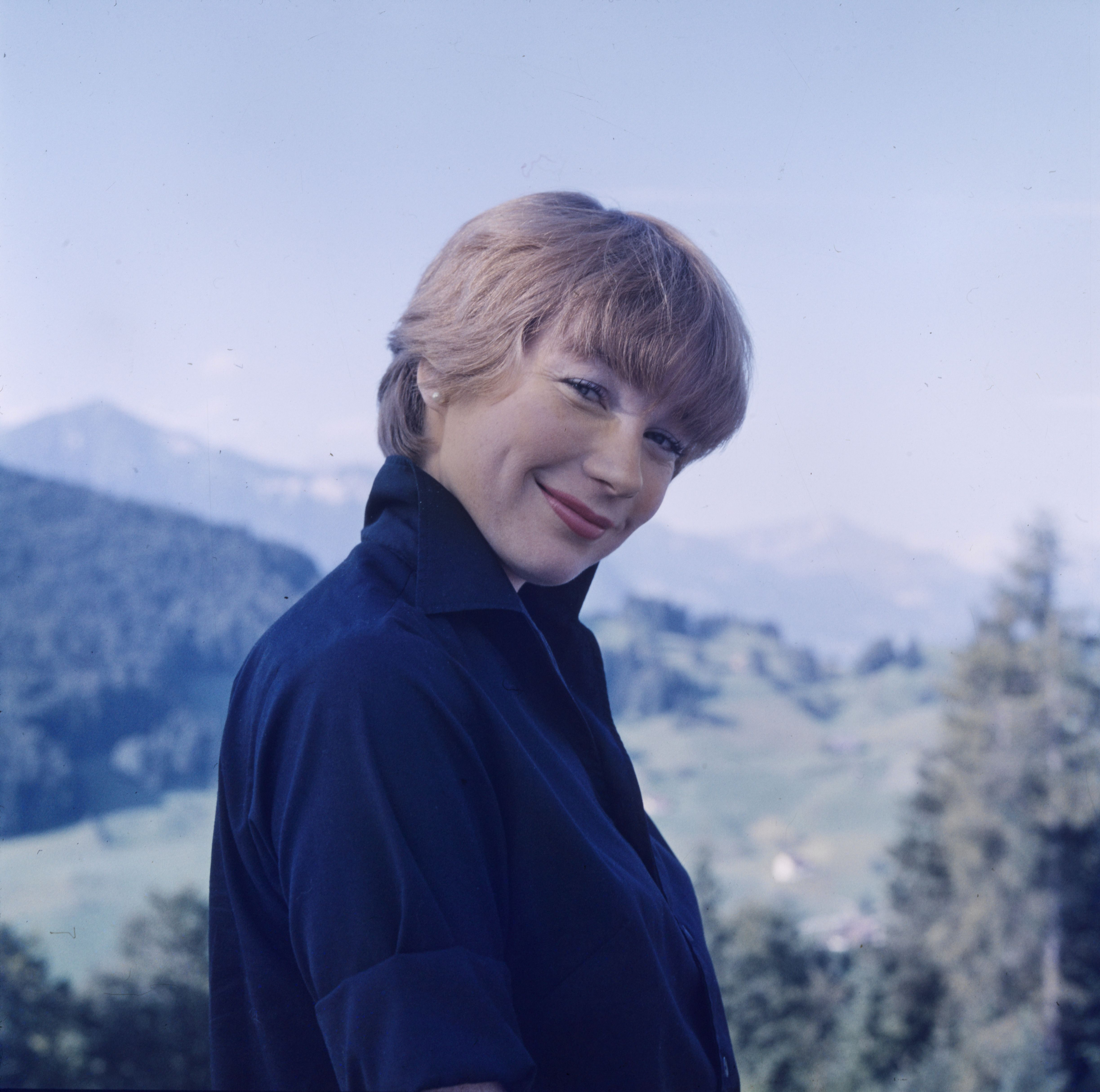
Shirley MacLaine 1960
Luigi Taveri
Ferdy Kübler
Paul Hubschmid a Eva Renzi, 1968
Duke Ellington